# Fegefeuer (Sofi Oksanen, Roman)
Fegefeuer (Originaltitel: Puhdistus, 2008) ist der dritte Roman der finnisch-estnischen Autorin Sofi Oksanen. Er wurde mit mehreren nationalen und internationalen Literaturpreisen ausgezeichnet und bisher in 38 Sprachen übersetzt. Basierend auf ihrem gleichnamigen Theaterstück (Uraufführung in Helsinki 2007), spielt der Roman 1992 in einem Dorf West-Estlands und schildert die außergewöhnliche Begegnung zweier Frauen, durch die nach und nach die leidvolle Geschichte ihrer Familie – verwoben mit der des ganzen Landes – offengelegt wird.

## Handlung

### Gegenwartshandlung (1)
Aliide Truu, eine allein lebende ältere Frau, erspäht eines Morgens auf dem Hof ihres Hauses ein menschengroßes Bündel. Es entpuppt sich als ein ihr völlig unbekanntes Mädchen – verdreckt, zerlumpt und ungepflegt. Vorsicht ist geboten, noch dazu in dieser Zeit, da die neue Freiheit – ein Jahr nach Wiedererlangung der Unabhängigkeit Estlands – für Aliide vor allem bedeutet, dass Drohungen gegen sie täglich zunehmen: Schimpfwörter an ihrer Tür, Steine gegen ihr Haus, ihre Sauna abgebrannt, Hund und Hühner tot. Das Mädchen könnte eine Diebin, noch wahrscheinlicher ein Lockvogel sein. Dennoch lenkt Aliide Schritt für Schritt ein: spricht mit ihr, gibt ihr zu trinken und zu essen, lässt sie ins Haus, baden, sich kleiden, sogar übernachten. Die Gewissheit, dass das Mädchen – Zara – Hilfe braucht, ist stärker als ihr Misstrauen, das nicht zuletzt dadurch geschürt wird, dass sie offenbar lügt, die Wahrheit nur stückweise preisgibt. Doch auch Aliide hat etwas zu verbergen; das wird spätestens klar, als Zara sie mit einem Jugendfoto ihrer Schwester konfrontiert und Aliide spontan leugnet, überhaupt eine Schwester zu haben … – In Rückblenden, die immer größeren Raum einnehmen, gewinnen so die Vorgeschichten beider Frauen allmählich Kontur.

### Zaras Vorgeschichte
Aus Wladiwostok stammend, hat Zara sich etwa ein Jahr zuvor durch den Besuch einer Ex-Freundin animieren lassen, wie diese in der westlichen Welt schnell viel Geld verdienen zu wollen. Zara hat Ideale: Sie will damit ihr Medizinstudium finanzieren und die Lebensverhältnisse ihrer Familie verbessern. In Berlin gerät sie jedoch in die Fänge eines russischen Zuhälterduos, das ihr zu der Zeit größtes Kapital – ihre östliche Herkunft – gnadenlos ausbeutet und dem es durch die üblichen Mittel – Gewalt, erpresserische Drohungen, vage Hoffnungen, falsche Schuldzuweisungen, Beschädigung ihres Selbstwertgefühls – gelingt, Zara gefügig zu machen. Einen Rest von Widerstandskraft und Freiheitswillen bewahrt sie sich allerdings. Genährt oder zum Leben erweckt wird er durch das, was sich als die „Mitgift“ ihrer Großmutter erweist: Es ist die estnische Sprache, die sie – mit der Liebe zu diesem Land – an die Enkelin weitergegeben hat; und als diese sich entschließt, nach Deutschland zu gehen, bekommt sie von der Großmutter außerdem jenes Jugendfoto samt einer Widmung an ihre jüngere Schwester mit auf den Weg und eine genaue Beschreibung des Ortes und Hauses, aus dem sie stammen. Als Zara davon hört, dass die beiden Zuhälter eine Reise nach Estland planen, bietet sie sich daher als Begleiterin an. Tatsächlich gelingt ihr dort die Flucht (wenngleich nicht ohne Gewalttat: den Mord an einem Freier), und tatsächlich gelangt sie bis zu dem von ihrer Großmutter beschriebenen Ort, wo Aliide sie dann findet.

### Aliides Vorgeschichte
Deren Vorgeschichte ist naturgemäß umfangreicher, andererseits auch stringenter, ist es doch die einer Frau, die sich als Ewig-zu-kurz-Gekommene, als schicksalhafte Verliererin fühlt. Sie macht dies an einem winzigen Moment ihrer Jugend fest: In dem Augenblick, als sie den „Mann ihres Lebens“ sieht, wird der auf ihre Schwester aufmerksam – ihre ältere Schwester Ingel, die ohnehin schon von der Natur in jeder Hinsicht bevorteilt und die alles besser zu können scheint. Auf diesen Mann – Hans Pekk, Ingels künftigen Gatten – bleibt sie fixiert und trifft Entscheidungen, die unter dem Einfluss der historischen Verwerfungen (Zweiter Weltkrieg und wechselnde Besatzungsmächte) schließlich in eine Familientragödie münden. Aliide lebt zunächst, ohne sich abnabeln zu wollen, mit der Familie ihrer Schwester im elterlichen Haus und hält erst nach einem Mann für sich Ausschau, nachdem sie zwei Mal die Schrecken eines Verhörs durch das MGB (Vorläufer des KGB) erfahren muss, der nach dem Verbleib des im Widerstand befindlichen Hans forscht (die Schwestern halten ihn im Haus versteckt und haben ihn offiziell für tot erklärt). Vom Schock der erlittenen Vergewaltigungen und Erniedrigungen gezeichnet – die nicht einmal vor ihrer Nichte, der erst 7-jährigen Linda, Halt machen –, sucht Aliide folgerichtig einen Mann, bei dem sie sich kraft seiner Machtposition künftig davor geschützt fühlt. Sie findet ihn in dem Agitator Martin. Dass sie sich im Grunde vor ihm ekelt, berührt sie kaum; was sie schmerzt, ist der mit Heirat und Auszug verbundene Verlust des Hauses und – mehr noch – der Nähe zu Hans. Daher ist es nur folgerichtig, dass sie die Chance, beides zurückzugewinnen, nicht ungenutzt lässt, auch wenn sie dadurch schwere Schuld auf sich lädt: Martin macht sie zur Mitwisserin der geplanten Deportation von Ingel und Linda; Aliide hat mehrere Wochen Zeit, sich zu bedenken und sie zu warnen, weiß jedoch, dass sie sie dadurch nicht mit Sicherheit rettet und sich selbst praktisch ausliefert; kurz vor dem Vollzug lässt Martin sie sogar so stark belastende Aussagen unterschreiben, dass eine Rückkehr der beiden praktisch auszuschließen ist; für Hans wiederum wird sein Versteck zum Gefängnis, als Frau und Kind geholt werden. – Mit zwei Männern unter einem Dach lebend, spielt Aliide nun über mehrere Jahre ein hoch riskantes Spiel. Den Ehemann erträgt sie, um den Schwager für sich zu gewinnen. Bis zur Selbstaufgabe buhlt sie um dessen Gunst – vergeblich. Als ihr dies endgültig klar wird, indem ihre letzte Illusion zerbricht (mit einem gestohlenen Pass will sie Hans in Tallinn untertauchen lassen, um sich dann dort mit ihm von Zeit zu Zeit treffen zu können), sorgt sie dafür, dass er in seinem Versteck umkommt. – Von den nachfolgenden 40 Jahren ihres „Lebens“, mit dem sie von da an praktisch abgeschlossen hat, wird nur noch wenig erzählt: Aliide bekommt eine Tochter, mit der sie kaum etwas verbindet und die sich noch in den 1980ern nach Finnland absetzt; Martin stirbt unmittelbar nach (und durch?) Tschernobyl.

### Gegenwartshandlung (2)
Während die Rückblenden dem Leser die Vorgeschichte allmählich enthüllen, bleibt als wichtigstes Spannungsmoment die Frage, ob es dem Zuhälterduo gelingt, Zara aufzuspüren. Tatsächlich tritt das Befürchtete schon nach wenigen Tagen ein. In Hans’ einstigem Versteck verborgen, hört Zara mit an, wie die beiden sie – sehr geschickt und juristisch ja nicht zu Unrecht – schwer belasten; wie einst ihr Großvater ist auch sie jetzt Aliide ausgeliefert; und für Aliide ist die Versuchung groß, mit ihr das Gleiche zu tun wie mit ihm. Könnte Zara, wenn sie schon Ingels Enkelin ist, nicht als deren Rächerin gekommen sein? Den Ausschlag zu ihren Gunsten gibt möglicherweise, dass Aliide eine Ähnlichkeit mit Hans zu entdecken glaubt. Ein offenes Wort zwischen beiden fällt auch jetzt nicht, noch werden gemeinsam Vorkehrungen getroffen, sodass Zara beim erneuten Auftauchen ihrer Peiniger Hals über Kopf flieht. Doch als sie sich wieder in die Nähe des Hauses wagt, beobachtet sie, wie Aliide die beiden – mit Hans’ Waffe – erschießt. Aliide sorgt dafür, dass Zara auf schnellstem Wege das Land verlässt; ihrer Schwester legt sie brieflich nahe, zurückzukehren und das ihr gehörende Land wieder zu übernehmen; zuletzt trifft sie Vorbereitungen für einen Brand, um in ihrem eigenen Haus mit ihrem eigenen Hans zu sterben.

## Einzelaspekte

### Aufbau
Der Roman besteht aus fünf Teilen. Jedem ist, als eine Art Motto, ein Zitat von Paul-Eerik Rummo, einem zeitgenössischen estnischen Dichter und Politiker, vorangestellt. Darauf folgt jeweils ein relativ kurzer Brief von Hans – in seinem Versteck geschrieben und stets mit Für ein freies Estland eingeleitet sowie mit Hans Eerikssohn Pekk, estnischer Bauer unterzeichnet. Der fünfte Teil des Romans hebt sich mit seinen (fiktiven) geheimdienstlichen Dokumenten deutlich ab. Der zweite Teil unterscheidet sich von den anderen drei insofern, dass er nur Rückblenden enthält und – chronologisch geordnet, wenngleich nicht vollständig – ausschließlich Aliides Vorgeschichte erzählt.

### Vergleich mit dem Drama
Zwei Änderungen fallen im Vergleich zu Oksanens eigener dramatischer Vorlage ins Auge: eine in der Vorgeschichte, die andere in der Gegenwartshandlung; beide betreffen Aliide.
Die zentrale, über Aliides Leben bestimmende Szene ist im Drama die im Keller der Gemeindeverwaltung (In der Nacht, als wir alle zum Verhör geholt wurden [...] wurde alles anders.) Im Roman bleibt diese Szene unverzichtbar, wird aber mehr in ihren Folgen beschrieben (u. a. durch die Rückkehr der Angst) und in ihrer schicksalhaften Bedeutung durch eine andere verdrängt: die der Erstbegegnung beider Schwestern mit Hans. Der Roman verschiebt daher den Fokus vom Politischen ins Private. Das bestärkt den Eindruck, den auch das Drama schon vermittelt: Aliide hat im Grunde eine sehr einfache Vision vom Leben: Sie sucht ein privates, gänzlich unpolitisches Glück.
Eine Information aus den geheimdienstlichen Dokumenten verleiht jener Erstbegegnung zusätzliche Brisanz. Sie gibt Auskunft über den Altersunterschied der Schwestern. Beim Lesen hat man den Eindruck, Aliide sei nur unwesentlich jünger und hätte sich durchaus als ernst zu nehmende Konkurrentin im Werben um Hans fühlen können. Nun erfährt man, dass sie fünf Jahre jünger war, zum fraglichen Zeitpunkt also nicht älter als 13. Das erhellt den Grad ihrer Verblendung, die sie offenbar nie als solche erkannt hat bzw. erkennen wollte.
Die auffälligste Änderung in der Gegenwartshandlung des Romans ist die, dass Aliide am Ende eindeutig Partei ergreift, indem sie Zaras Peiniger erschießt. Im Drama bleibt sie bis zum Schluss die Opportunistin, die sie in den entscheidenden Momenten immer gewesen ist. Beide Optionen für ihr Handeln wirken schlüssig; allerdings lässt der Roman sie sympathiewürdiger erscheinen. Hinzu kommt, dass die Dramaturgie an dieser Stelle zumindest einfacher nachvollziehbar ist, denn der Roman kann auf einige Vehikel, die das Stück hier braucht, verzichten.
Bühnenfassungen von Romanen sind in der jüngeren Theatergeschichte häufig entstanden. Die Umwandlung eines Dramas in einen Roman dagegen ist eher die Ausnahme. Ein erwünschter Effekt kann sein, dass sich die Chancen, beim Leser Empathie zu erzeugen, vergrößern. Noch dazu, wenn das Wichtigste realistischerweise nicht gesagt, sondern gedacht wird, und umso mehr, wenn die Empathie Figuren gelten soll, die nicht nur Opfer sind, sondern Täterinnen – Mörderinnen. Bei der jungen Zara mildern die äußeren Umstände natürlich vieles, wenn auch nicht alles; in akuter Notlage ist sie nicht, als sie tötet. Anders die kaum ältere Aliide. Bei ihr spielen niedere Beweggründe – Egoismus – eine entscheidende Rolle. Dass sie so schwer belastet werden kann und man dennoch nicht den Stab über sie bricht, liegt zum einen an der Konstruktion des Romans (ihre Verfehlungen der Vergangenheit werden von ihren Entscheidungen der Gegenwart umschlossen und abgemildert), und zum anderen daran, dass minutiös und glaubwürdig geschildert wird, was ihre inneren Antriebe und Anfechtungen sind, die in der Vergangenheit dazu führten, dass sie sich gegen andere und für sich entschied – und in der Gegenwart umgekehrt.
Dass der Roman den Bezug zur dramatischen Vorlage bewahrt hat, lässt sich allein daran festmachen, dass er die Mehrzahl der wesentlichen Merkmale einer Novelle erfüllt, die ja als „Schwester des Dramas“ (Theodor Storm) gilt. Zu erkennen sind unter anderem die „sich ereignete unerhörte Begebenheit“, die Fokussierung auf wenige Hauptfiguren und einen zentralen Konflikt, der dramatische Spannungsbogen in der Gegenwartshandlung und die Tatsache, dass diese eine Art Rahmenhandlung darstellt. Sein Herkunftsgenre verrät der Roman auch dadurch, dass er wie ein analytisches Drama gebaut ist, in dem die schrittweise Enthüllung einer Vorgeschichte einen großen Raum einnimmt.

### Erzählperspektive
Die verwendete Erzählperspektive ist nicht, wie etwa die Aussage Nichts geschieht in diesem Roman ohne die auktoriale Regie der Autorin nahelegen könnte, die auktoriale, sondern die personale. Die jeweiligen Wechsel der Perspektive sind gut nachvollziehbar. Bei den Briefen und Dokumenten versteht sich das von selbst, bei den Rückblenden wird durch die den Kapitelüberschriften vorangehende Information über Ort und Zeit sofort klar, ob sie sich Aliide oder Zara beziehen, und in den Gegenwartskapiteln sind die Übergänge zwar kaum spürbar, werden aber durch eine Leerzeile signalisiert.
Die personale Perspektive – unter häufiger Verwendung von erlebter Rede – ist ein wichtiges Mittel, um den Leser dieses Romans so unvermittelt und intensiv wie möglich an dem teilhaben zu lassen, was im Innern der Figuren vorgeht. Das ist umso spannender, wenn sich das – wie hier – nicht mit dem deckt, was verbal oder nonverbal geäußert wird. Beide Frauen sind ja ständig damit beschäftigt zu taktieren. Mit gutem Grund, wenn auch nicht dem gleichen: Aliide will sich nicht öffnen, Zara „darf“ es nicht. Sie muss sich davor hüten, Aliide zu viel zuzumuten, sonst läuft sie Gefahr, wieder vor die Tür gesetzt oder gar direkt an ihre Verfolger ausgeliefert zu werden. Die Tatsache, dass beide schon in ihrem Vorleben in Sachen Taktik gründlich geschult worden sind, lässt sie sich „auf Augenhöhe“ begegnen, hat aber auch dazu geführt, dass sie längst verloren haben, was für das menschliche Miteinander eigentlich unverzichtbar ist: das natürliche Grundvertrauen.

### Titel – Metaphorik – Thema
Der Originaltitel, das finnische „puhdistus“, bedeutet – wie auch das estnische „puhastus“ – so viel wie „Reinigung“, „Säuberung“. Darum geht es für beide Frauen, und zuerst im ursprünglichen Sinne. Aliide wird eingeführt in ihrem alltäglichen Kampf gegen eine einzelne Fliege – stellvertretend für ihren Kampf, ihr Haus „rein“ zu halten, nach draußen abzuschirmen. Kurz darauf lockert sie diese Barriere und hilft dem unbekannten Mädchen, sich körperlich zu reinigen und wiederherzustellen. Der Prozess der inneren Reinigung setzt bei beiden danach ein. Bei Zara besteht er vor allem darin, ihr gebrochenes Selbstwertgefühl wiederherzustellen. Für Aliide geht es um nicht weniger, als sich ihren Lebenslügen zu stellen. Dass sie es überhaupt tut, ist schon schmerzvoll genug. Ihre „Reinigung“ beginnt allerdings erst; die beiden Schüsse sind nicht mehr als eine Bestätigung, dass sie auf dem rechten Wege ist – eine Wiedergutmachung oder Erlösung sind sie nicht, nicht einmal eine Umkehr. Bis zum Schluss beharrt sie ja auf Haus und Hans als ihrem „Eigentum“. Das „Fegefeuer“, in dem sie sich bereits befindet, will sie mit dem Brand in eigener Regie und im Diesseits zum Abschluss bringen. Ihre Eile sieht sie dadurch gerechtfertigt, dass sie Brandstiftern zuvorkommen will.
Der etymologische Zusammenhang zwischen „Reinigung“ und „Fegefeuer“ ist im Estnischen gegeben („puhastus“ / „puhastustuli“), im Finnischen nicht („puhdistus“ / „kiirastuli“), im Englischen wiederum besteht er ebenfalls („purge“ / „purgatory“). „Purge“ – so der Titel der englischsprachigen Ausgabe – verweist außerdem auf den zynischen Gebrauch des Wortes im Zusammenhang mit politischen bzw. ethnischen „Säuberungen“, beispielsweise denen in der stalinistischen Sowjetunion, denen ja auch Aliides Schwester und Nichte zum Opfer fallen.
Das Cover der deutschsprachigen Ausgabe zeigt eine Fliege – überlebensgroß, ganz so, wie sie Aliide und dem Leser in den allerersten Sätzen des Romans entgegentritt (Aliide Truu starrte die Fliege an, und die Fliege starrte zurück. Ihre Augen standen hervor, und Aliide wurde übel). Neben der titelgebenden ist sie die wichtigste Metapher des Romans, die leitmotivisch in fast jedem Gegenwartskapitel auftaucht und die im fünften Teil, den fiktiven Geheimdokumenten, durch einen wichtigen Aspekt ergänzt wird: „Fliege“ war auch Aliides Deckname als Agentin des MGB. Naheliegend ist die Parallele zwischen beiden Frauen: Wie Aliide sich die Fliegen, und damit ihre schuldhafte Vergangenheit vom Leib zu halten versucht, ergeht es Zara mit den Zuhältern. Einige Formulierungen (Die legen ihre Eier nur auf Fleisch ab) unterstreichen das. Die Konstruktion des Romans unterstützt es zusätzlich. Was Aliide im ersten Kapitel nicht glückt – die Fliege zu töten –, gelingt ihr im letzten des vierten Teils mit Zaras Verfolgern. Dadurch wird die Überschrift des ersten Kapitels, Die Fliege siegt immer, – zumindest metaphorisch – vordergründig zunächst bestätigt, durch die Planung ihres Selbstmordes im Anschluss daran auf der existenziell-metaphysischen Ebene jedoch grundlegend in Frage gestellt.
Thematisch verklammert Sofi Oksanen das Bedeutende mit dem Unbedeutenden; das Politische mit dem Privaten; die Geschichte eines Landes mit der einer Familie. Sie beschreibt die so gegensätzlichen Umbruchszeiten dieses Landes (zuerst in die Fremdbestimmung, dann in die Freiheit führend) und wie diese in ganz ähnliche Leiderfahrungen zweier Frauen münden, welche ihrerseits im Streben um ein bisschen Glück in historischen Ausnahmesituationen in destruktive Verstrickungen geraten, die ihnen nahelegen, die „männliche“ Gewalt sich selbst anzueignen. Dennoch traut ihnen die Autorin zu, über sich selbst hinaus zu wachsen, das Gesetz von Repression und Terror außer Kraft zu setzen und die Wunden zu heilen, sei es durch das als Sühne zu verstehende Selbstopfer zugunsten von Schwester, Nichte und Großnichte von Aliide, sei es durch die Zara zugewachsene Potenzialität für neue Lebenschancen (Medizinstudium).

### Stil
Sofi Oksanens Prosa ist sinnlich und von starker Suggestivkraft. Ihre Sätze sind zumeist einfach – parataktisch –, ihre Worte ebenfalls. Die Intensität des Textes rührt zum einen aus der Verwendung der personalen Perspektive, zum anderen aus der sprachlichen Dichte und Präzision, mit der sie äußere und innere Vorgänge beschreibt.
Sie riss die Tür auf und trat auf die Schwelle. Ringsum lag Stille wie Dämmerung. Die Nacht wurde dichter. Zara machte ein paar Schritte und blieb im gelben Licht der Hoflampe stehen. Die Grillen zirpten, die Hunde des Nachbarn schlugen an. Es duftete nach Herbst. Die weißen Stämme der Birken schimmerten im Halbdunkel. Die Tore waren geschlossen, die friedlichen Felder ruhten in den Drahtaugen des Maschendrahtzauns. Sie sog die Luft so tief ein, dass ihr die Lunge schmerzte. Sie hatte sich geirrt. Vor Erleichterung knickten ihr die Knie weg, und sie plumpste auf die Schwelle. Kein Pascha, kein Lawrenti, kein schwarzes Auto. […] Sie schob die Tür weiter auf und sah das Mädchen auf der Treppe, kehrte in die Küche zurück und ließ das Mädchen ein. Erleichterung flatterte ins Zimmer. Der Rücken des Mädchens hatte sich aufgerichtet, und die Ohren hatten sich zurechtgerückt. Sie atmete ruhig und in tiefen Zügen. Warum war das Mädchen so lange draußen gewesen, wenn der Mann gar nicht da gewesen war? Das Mädchen wiederholte, draußen sei niemand. Aliide schenkte dem Mädchen eine Tasse frischen Muckefuck ein und begann gleichzeitig, über die Beschaffenheit von Tee zu plaudern, sie beschloss, die Gedanken des Mädchens so weit von Steinen und Fenstern abzulenken wie möglich.

### Autobiografie
Sofi Oksanen ist mit Estland durch Verwandtschaft und persönliche Erfahrungen vertraut. In Finnland geboren und aufgewachsen, ist sie die Tochter eines Finnen und einer Estin. Deren Heimat hat sie durch Besuche bei ihrer Großmutter schon zu einer Zeit kennengelernt, als Estland noch Teil der Sowjetunion war.
Bei einer Präsentation ihres Buches in Deutschland berichtete sie von ihren Erinnerungen an die Schikanen vor der Einreise einerseits; zum anderen auch an endlose Wochen auf dem Hof der Großmutter. Das Muster des Tischtuchs, das Gesumms der Fliegen. Das Abschöpfen des Schaums beim Einwecken, die brodelnde Seife, der Bottich für das Waschen der Hände. Im Schrank die Gläser mit Tomaten und Pilzen, auf dem Boden die Kräuter, ausgebreitet zum Trocknen.
Sofi Oksanens frühzeitige Vertrautheit mit dieser Lebenswelt, ihre intime Kenntnis von Land und Leuten sind in den Roman eingeflossen, machen ihn authentisch und sind Teil der Wirkung und des Erfolgs.

## Rezeption
Mit Ausnahme der Süddeutschen Zeitung ist der Roman in den deutschsprachigen Medien ebenso positiv aufgenommen wie bereits in Nordeuropa und den Vereinigten Staaten.
Sofi Oksanen ist mit „Fegefeuer“ ein imponierender Wurf gelungen. […] Das ist Geschichtsschreibung aus der Perspektive der Erleidenden, die mit ihren brillantesten Möglichkeiten vorführt, was Literatur zu leisten vermag.
Körpersprache wurde kaum schmerzlicher ausbuchstabiert als hier.
Das Buch erzählt die Geschichte eines geschundenen Landstrichs und einer geknechteten Bevölkerung, aber das reicht der Autorin nicht aus: Ein doppeltes Bekenntnis ist in diesen Roman hineingewoben, eines zur estnischen Nation und eines zur Frau.
Sofi Oksanens Roman brilliert durch ihre treffsichere Zeichnung der Figuren, die spannende Handlung und die Schilderung der historischen Hintergründe. Sie führt uns das Schicksal eines wenig beachteten Landes vor Augen und zeigt uns dabei unendlich viel mehr, als je einem Schulbuch entnommen werden könnte. Oksanens deutschsprachiges Debüt ist ihr vollkommen gelungen.

## Adaptionen
Eine auf dem Roman basierende Oper des in Estland geborenen Jüri Reinvere hatte am 20. April 2012 Weltpremiere an der Finnischen Nationaloper Helsinki. Erste Reaktionen der finnischen und internationalen Kritik sind zu vergleichen mit denen, die Theaterstück und Buch hervorriefen.

Der Roman wurde zudem vom finnischen Regisseur Antti Jokinen mit Laura Birn in der Hauptrolle verfilmt. Der 2012 erschienene Spielfilm Puhdistus war zu den 85. Academy Awards als finnischer Beitrag in der Kategorie Bester fremdsprachiger Film eingereicht, ging aber leer aus.

## Auszeichnungen
Folgende nationale und internationale Literatur-Preise wurden Oksanen bisher für Fegefeuer zuerkannt:
- Finlandia-Preis, 2008
- Runeberg-Preis, 2009
- Literaturpreis des Nordischen Rates, 2010
- Prix Femina Étranger, 2010
- Prix du Roman fnac, 2010
- Usedomer Literaturpreis, 2023

Fegefeuer ist bisher das einzige Werk, das in Finnland sowohl mit dem Finlandia- als auch mit dem Runeberg-Preis ausgezeichnet wurde. Oksanen ist außerdem die jüngste Autorin, die einen dieser beiden Preise gewonnen hat. Schließlich ist sie auch die erste ausländische Autorin, der der Prix du Roman fnac zugesprochen wurde.